# Казальнуово-Монтеротаро
Казальнуово-Монтеротаро (італ. Casalnuovo Monterotaro) — муніципалітет в Італії, у регіоні Апулія,  провінція Фоджа.
Казальнуово-Монтеротаро розташоване на відстані близько 220 км на схід від Рима, 160 км на захід від Барі, 45 км на північний захід від Фоджі.
Населення — 1589 осіб (2014).
Щорічний фестиваль відбувається 15 серпня. Покровитель — Santa Maria della Rocca.

## Демографія
Населення за роками:

Станом на 1 січня 2023 року в муніципалітеті офіційно проживало 96 іноземців з 12 країн, серед них 26 громадян країн Євросоюзу та 7 громадян України.

## Сусідні муніципалітети
- Карлантіно
- Казальвеккьо-ді-Пулья
- Кастельнуово-делла-Даунія
- Челенца-Вальфорторе
- Коллеторто
- П'єтрамонтекорвіно
- Сан-Джуліано-ді-Пулья